# David Muñoz Hidalgo
David Miguel Muñoz Hidalgo (29 de septiembre de 1964) es un tirador deportivo panameño. Compitió en la prueba masculina de pistola de aire comprimido de 10 metros en los Juegos Olímpicos de 2016.

## Biografía
David Muñoz participó por primera vez en unos Juegos Olímpicos en los Juegos Olímpicos de Río de Janeiro 2016. Compitió en la competición masculina de pistola de aire comprimido de 10 m en los XXXI Juegos Olímpicos de Verano en Río de Janeiro. Ocupó el puesto 46 con un total de 563 puntos y no se clasificó para la final.